# Geosiris
Geosiris Baill. – rodzaj roślin bezzieleniowych należący do rodziny kosaćcowatych (Iridaceae), obejmujący 3 gatunki występujące endemicznie na Komorach, na Madagaskarze i w Queensland w Australii.

## Zasięg geograficzny
Geosiris aphylla odkryty w 1881 r. i opisany po raz pierwszy w 1894 r. jest endemitem Madagaskaru. Zasięg występowania odkrytego w 1989 r. i opisanego w 2010 r. gatunku Geosiris albiflora ograniczony jest do góry Choungui na południu wyspy Majotta wchodzącej w skład archipelagu Komorów na Oceanie Indyjskim. W 2017 r. odkryto trzeci gatunek z tego rodzaju, Geosiris australiensis, który występuje w Parku Narodowym Daintree w północno-wschodniej części stanu Queensland w Australii.

## Morfologia
PokrójWieloletnie rośliny bezzieleniowe o wysokości do 12 cm.
PędyPodziemne krótkie i grube kłącze. Pędy kwiatostanowe pokryte łuskowatymi liśćmi, często rozgałęzione.
LiścieZredukowane do łusek, przeświecające z brązowymi kreskami (G. albiflora) lub jasnokremowo-fiołkoworóżowe (u G. australiensis).
KwiatyZebrane w kilka podwójnych wachlarzyków, siedzące. Kwiaty promieniste, pozbawione miodników, żyjące 1 dzień, słodko pachnące. Listki okwiatu fiołkoworóżowe do niebieskofioletowych z białą nasadą z ciemnofioletową obwódką (u G. aphylla), jasnofiołkoworóżowe do białych z jasnopomarańczową nasadą (u G. australiensis) lub białe (u G. albiflora), zrośnięte u nasady w szczątkową rurkę, wyżej wolne i rozpostarte. Trzy pręciki z wolnymi nitkami. Pylniki skierowane na zewnątrz, pękające szczeliną. Słupek dolny ze smukłą szyjką, rozgałęziającą się na 3 frędzelkowate płatki lub trójdzielną wierzchołkowo.
OwoceDrewniejące, jajowate torebki. Nasiona bardzo drobne, wręcz pylaste, o wymiarach 0,2 × 0,25 mm.

## Biologia
RozwójWieloletnie geofity ryzomowe, myko-heterotrofy.
Cechy fitochemiczneW kłączach Geosiris aphylla obecne są styloidy. W pędach kwiatostanowych i kwiatostanach tej rośliny stwierdzono niewielkie ilości kwercetyny w postaci diglikozydu, a za niebieską barwę ich kwiatów odpowiada związek delfinidyny.

## Systematyka
Rodzaj z monotypowej podrodziny Geosiridoideae z rodziny kosaćcowatych (Iridaceae).
Wykaz gatunków
- Geosiris albiflora Goldblatt & J.C.Manning
- Geosiris aphylla Baill.
- Geosiris australiensis B.Gray & Y.W.Low

## Zagrożenie i ochrona
G. albiflora został uznany za gatunek narażony na wyginięcie i został ujęty na Czerwonej liście gatunków zagrożonych we Francji – w części dotyczącej flory naczyniowej Majotty.